# Мёсин-дзи

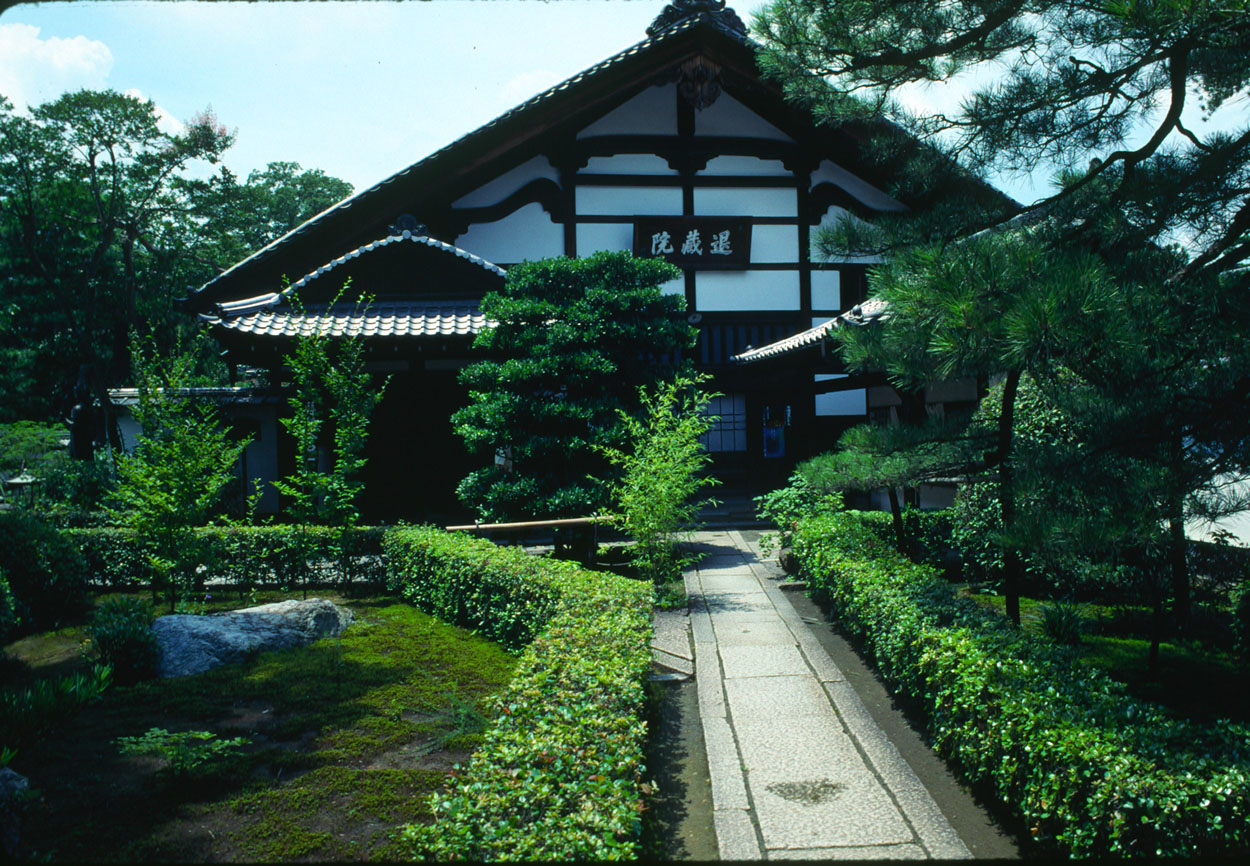
Тайдзо-ин в храмовом комплексе Мёсин-дзи

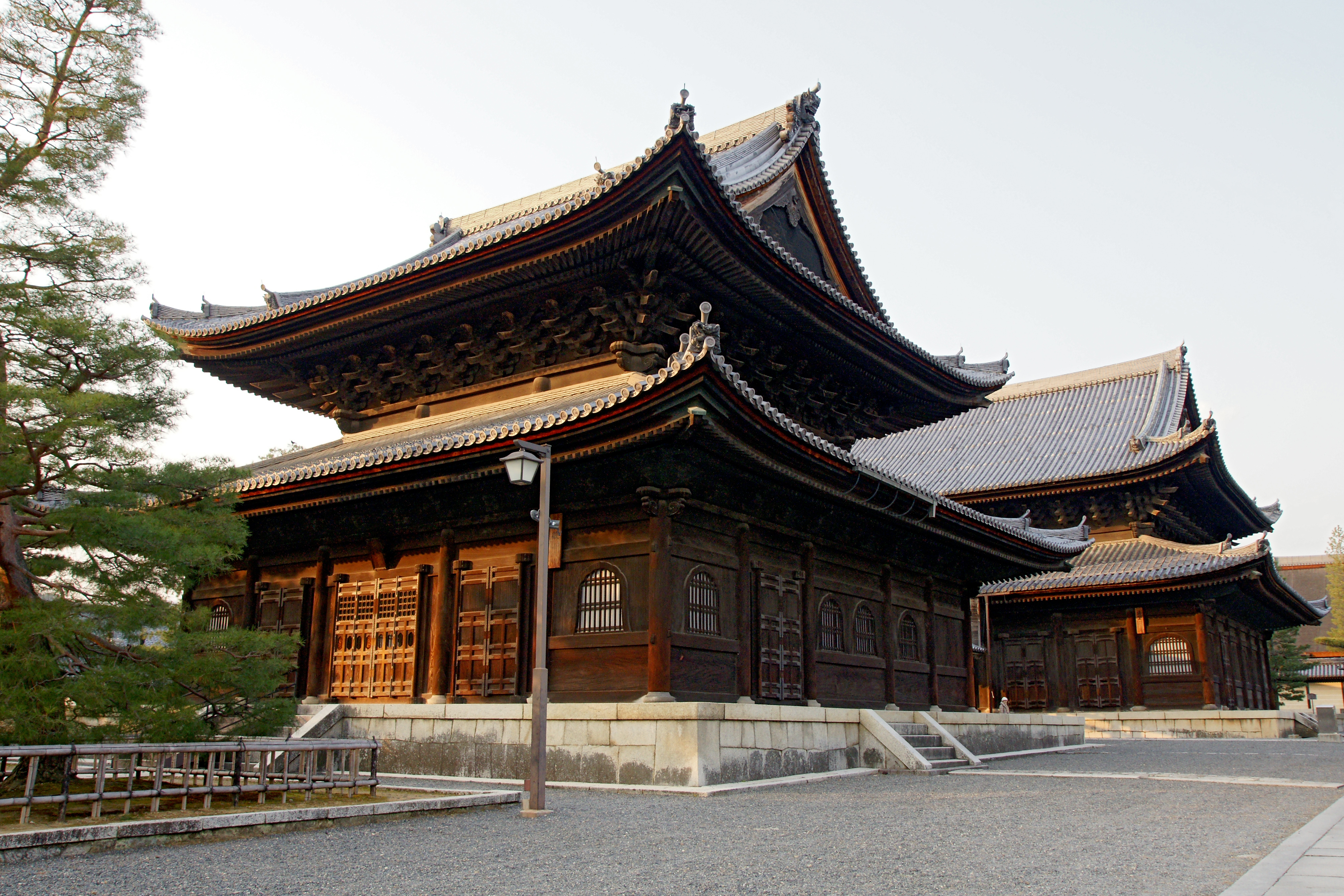
Мёсин-дзи

Мёсин-дзи (яп. 妙心寺) — храмовый комплекс в Киото, Япония. Мёсин-дзи является центром дзэнской школы Риндзай. Этой школе принадлежат более трёх тысяч храмов по всей Японии и девятнадцать монастырей. Главный храм был основан в 1342 году мастером Кандзан-Эгэн Дзэндзи (1277—1360). Во время войны годов Онин множество храмов было разрушено, но потом снова восстановлено.
Направление буддизма риндзай, которое называется Мёсин-дзи, с центром в этом храме не особенно концентрируется на разгадывании коанов для получения просветления. В этой школе мастер подбирает коаны в соответствии с особенностями каждого ученика, что не всегда соответствует классическим канонам коанов.